# Holt (traktor)

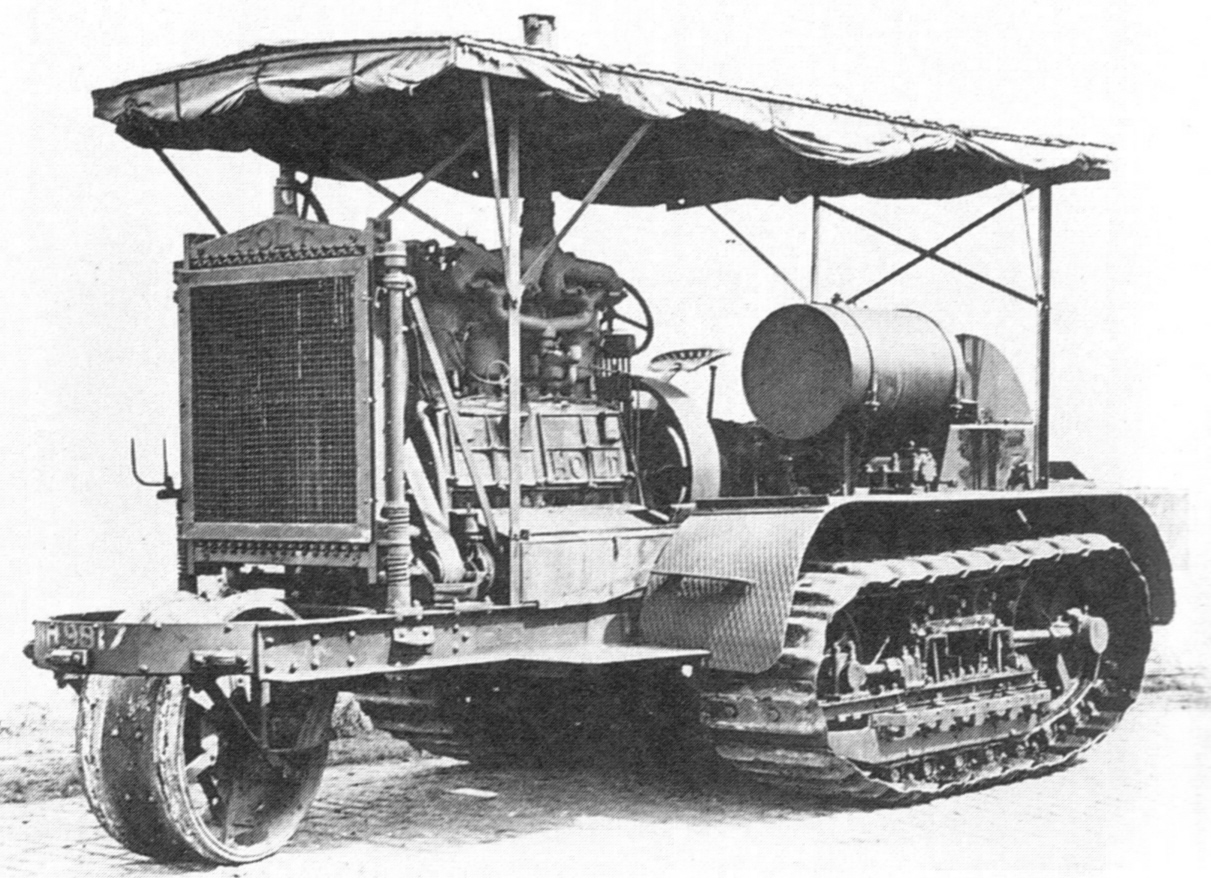
Holt 75 (1914)

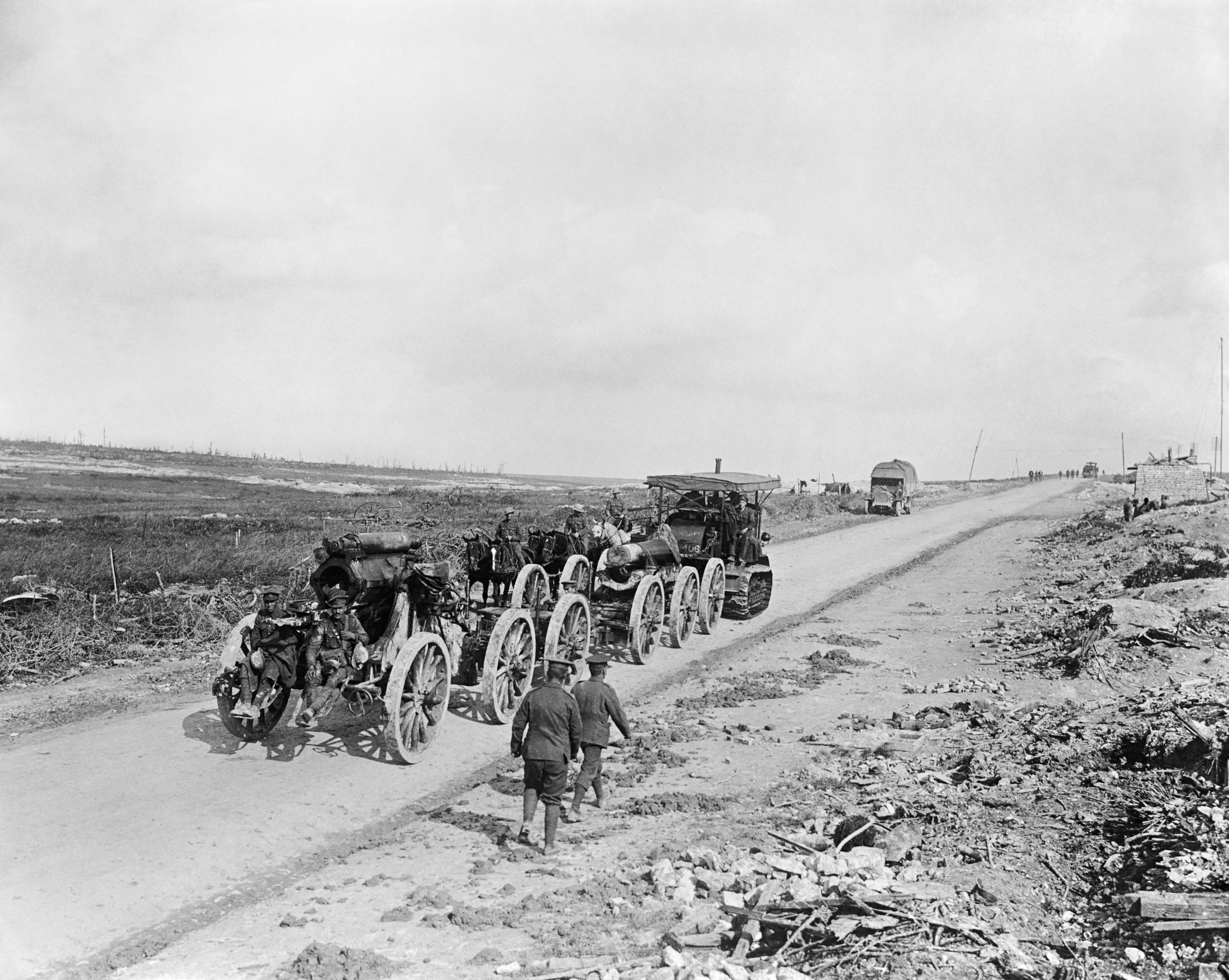
Holt ciągnie brytyjską haubicę w czasie bitwy nad Sommą (1916)

Holt – seria amerykańskich ciągników gąsienicowych produkowanych przez firmę Holt Manufacturing Company (od 1925 Caterpillar), wykorzystywanych w przemyśle cywilnym i zbrojeniowym.
W latach 1908–1913 trzydzieści dwa z pierwszych 100 ciągników gąsienicowych Holt zostało użytych podczas budowy akweduktu w Los Angeles, wykazując dużą użyteczność przy prowadzonej inwestycji. Był także szeroko wykorzystywany przez armie brytyjską, francuską i amerykańską podczas I wojny światowej do ciągnięcia ciężkiej artylerii.

## Specyfikacja
Były co najmniej trzy modele używane do celów wojskowych: Holt 75, Holt 120 i w mniejszym stopniu Holt 60.
Holt 75 został wyprodukowany w 1913. Jego maksymalna prędkość wynosiła 24 kilometry (15 mil) na godzinę i posiadał silnik benzynowy. Oprócz produkcji w Stanach Zjednoczonych, 442 sztuki zostały zbudowane w Wielkiej Brytanii przez Ruston & Hornsby w angielskim mieście Lincoln. 2000 ciągników trafiło do sił zbrojnych. Holt 75 produkowany był do 1924.
Holt 120 o mocy 120 koni mechanicznych (89 kW) miał z przodu kierownicę typu rumpel, która była zwykle zadaszona. Ważył około 8200 kilogramów (18 000 funtów). Został opracowany jako bezpośrednia odpowiedź na zapotrzebowanie na ciężki ciągnik artyleryjski. Prototyp powstał w 1914, produkcję rozpoczęto w 1915. Do sił zbrojnych trafiło 698 sztuk.
Holt 60, który miał ograniczone zastosowanie w czasie wojny, został wprowadzony do produkcji w 1911. Do sił zbrojnych trafiły 63 sztuki.